# Selección de básquetbol de Paraguay
La selección de básquetbol de Paraguay es el equipo formado por jugadores de nacionalidad paraguaya que representa a la Confederación Paraguaya de Básquetbol en las competiciones internacionales organizadas por la Federación Internacional de Baloncesto (FIBA) o el Comité Olímpico Internacional (COI): los Juegos Olímpicos, la Copa Mundial de Baloncesto y el Campeonato FIBA Américas.
Los mejores logros de la selección de baloncesto de Paraguay son los dos segundos lugares en el Campeonato Sudamericano de Baloncesto, en 1955 y 1960.

## Plantilla
- Lista de jugadores convocados que disputaron el Clasificatorio a la FIBA AmeriCup de 2025.[1]

| Paraguay                 | Paraguay           | Paraguay | Paraguay | Paraguay | Paraguay           |
| Num                      | Jugador            | Pos      | Altura   | Edad     | Equipo             |
| ------------------------ | ------------------ | -------- | -------- | -------- | ------------------ |
| 1                        | Franco Benítez     | P        | 2,00 m   | 29       | Deportivo San José |
| 2                        | Diego Bareiro      | A        | 1,91 m   | 32       | Deportivo San José |
| 3                        | Vincenzo Ochipinti | AP       | 1,85 m   | 24       | Deportivo San José |
| 4                        | Fabrizzio Ruiz     | B        | 1,82 m   | 22       | BWB Team 2 Men     |
| 5                        | Jorge Martínez     | B        | 1,88 m   | 26       | Libertad           |
| 7                        | Rodney Mercado     | A        | 1,91 m   | 24       | Olimpia            |
| 8                        | Edgar Riveros      | A        | 1,84 m   | 32       | Deportivo San José |
| 10                       | Alejandro Peralta  | AP       | 1,95 m   | 32       | Deportivo San José |
| 13                       | Jorge Sequera      | AP       | 1,94 m   | 34       | Libertad           |
| 14                       | Néstor López       | P        | 2,06 m   | 23       | Agente libre       |
| 15                       | Adolfo López       | AP       | 1,99 m   | 34       | Deportivo San José |
| 20                       | Alen Juárez        | P        | 2,01 m   | 23       | Deportivo San José |
| Entrenador: Alberto Cano |                    |          |          |          |                    |

## Partidos

### Próximos encuentros
| Fecha                   | Ciudad              | Competición                  | Local     |                      | Resultado |                      | Visitante |
| ----------------------- | ------------------- | ---------------------------- | --------- | -------------------- | --------- | -------------------- | --------- |
| 26 de noviembre de 2021 | Buenos Aires        | Clasificación Mundial 2023   | Argentina | Bandera de Argentina | 93:67     | Bandera de Paraguay  | Paraguay  |
| 27 de noviembre de 2021 | Buenos Aires        | Clasificación Mundial 2023   | Paraguay  | Bandera de Paraguay  | 43:82     | Bandera de Argentina | Argentina |
| 25 de febrero de 2022   | Buenos Aires        | Clasificación Mundial 2023   | Paraguay  | Bandera de Paraguay  | 59:81     | Bandera de Panamá    | Panamá    |
| 26 de febrero de 2022   | Buenos Aires        | Clasificación Mundial 2023   | Paraguay  | Bandera de Paraguay  | 48:97     | Bandera de Venezuela | Venezuela |
| 30 de junio de 2022     | Ciudad de Panamá    | Clasificación Mundial 2023   | Panamá    | Bandera de Panamá    | 81:54     | Bandera de Paraguay  | Paraguay  |
| 3 de julio de 2022      | Puerto La Cruz      | Clasificación Mundial 2023   | Venezuela | Bandera de Venezuela | 87:59     | Bandera de Paraguay  | Paraguay  |
| 11 de octubre de 2022   | Asunción            | Juegos Suramericanos 2022    | Bolivia   | Bandera de Bolivia   | 48:99     | Bandera de Paraguay  | Paraguay  |
| 12 de octubre de 2022   | Asunción            | Juegos Suramericanos 2022    | Paraguay  | Bandera de Paraguay  | 76:83     | Bandera de Chile     | Chile     |
| 13 de octubre de 2022   | Asunción            | Juegos Suramericanos 2022    | Paraguay  | Bandera de Paraguay  | 66:48     | Bandera de Colombia  | Colombia  |
| 15 de octubre de 2022   | Asunción            | Juegos Suramericanos 2022    | Panamá    | Bandera de Panamá    | 64:99     | Bandera de Paraguay  | Paraguay  |
| 23 de junio de 2023     | Valdivia            | Clasificatorio AmeriCup 2025 | Paraguay  | Bandera de Paraguay  | 80:70     | Bandera de Barbados  | Barbados  |
| 24 de junio de 2023     | Valdivia            | Clasificatorio AmeriCup 2025 | Ecuador   | Bandera de Ecuador   | 59:66     | Bandera de Paraguay  | Paraguay  |
| 25 de junio de 2023     | Valdivia            | Clasificatorio AmeriCup 2025 | Chile     | Bandera de Chile     | 112:47    | Bandera de Paraguay  | Paraguay  |
| 23 de febrero de 2024   | São Paulo           | Clasificatorio AmeriCup 2025 | Brasil    | Bandera de Brasil    | 108:43    | Bandera de Paraguay  | Paraguay  |
| 26 de febrero de 2024   | Asunción            | Clasificatorio AmeriCup 2025 | Paraguay  | Bandera de Paraguay  | 53:108    | Bandera de Brasil    | Brasil    |
| 21 de noviembre de 2024 | Bandera de Paraguay | Clasificatorio AmeriCup 2025 | Paraguay  | Bandera de Paraguay  | :         | Bandera de Panamá    | Panamá    |
| 24 de noviembre de 2024 | Bandera de Paraguay | Clasificatorio AmeriCup 2025 | Paraguay  | Bandera de Paraguay  | :         | Bandera de Uruguay   | Uruguay   |
| 21 de febrero de 2025   | Bandera de Panamá   | Clasificatorio AmeriCup 2025 | Panamá    | Bandera de Panamá    | :         | Bandera de Paraguay  | Paraguay  |
| 24 de febrero de 2025   | Bandera de Uruguay  | Clasificatorio AmeriCup 2025 | Uruguay   | Bandera de Uruguay   | :         | Bandera de Paraguay  | Paraguay  |

## Historial

### Copa Mundial
Resultado General: 48.º puesto
| Copa Mundial de Baloncesto |
| --- |
| - 1950: No calificó - 1954: 9° Lugar - 1959: No calificó - 1963: No calificó - 1967: 13° Lugar - 1970: No calificó - 1974: No calificó - 1978: No calificó - 1982: No calificó - 1986: No calificó - 1990: No calificó - 1994: No calificó - 1998: No calificó - 2002: No calificó - 2006: No calificó - 2010: No calificó - 2014: No calificó - 2019: No calificó - 2023: No calificó - 2027: TBD |

### Juegos Olímpicos
| Baloncesto en los Juegos Olímpicos |
| --- |
| - Berlín 1936: No calificó - Londres 1948: No calificó - Helsinki 1952: No calificó - Melbourne 1956: No calificó - Roma 1960: No calificó - Tokio 1964: No calificó - México 1968: No calificó - Múnich 1972: No calificó - Montreal 1976: No calificó - Moscú 1980: No calificó - Los Ángeles 1984: No calificó - Seúl 1988: No calificó - Barcelona 1992: No calificó - Atlanta 1996: No calificó - Sídney 2000: No calificó - Atenas 2004: No calificó - Pekín 2008: No calificó - Londres 2012: No calificó - Río 2016: No calificó - Tokio 2020: No calificó - París 2024: No calificó |

### Campeonato FIBA Américas
| - 1980: No calificó - 1984: No calificó - 1988: No calificó - 1989: 10° Lugar - 1992: No calificó - 1993: No calificó - 1995: No calificó - 1997: No calificó - 1999: No calificó - 2001: No calificó - 2003: No calificó - 2005: No calificó - 2007: No calificó - 2009: No calificó - 2011: 9° Lugar - 2013: 10° Lugar - 2015: No calificó - 2017: No calificó - 2022: No calificó - 2025: ? |

### Campeonato Sudamericano
| Campeonato Sudamericano de Baloncesto |
| --- |
| - 1930: No calificó - 1932: No calificó - 1934: No calificó - 1935: No calificó - 1937: No calificó - 1938: No calificó - 1939: No calificó - 1940: 6° Lugar - 1941: 6° Lugar - 1942: No calificó - 1943: 5° Lugar - 1945: No calificó - 1947: No calificó - 1949: 6° Lugar - 1953: 4° Lugar - 1955: - 1958: - 1960: - 1961: 4° Lugar - 1963: 5° Lugar - 1966: 8° Lugar - 1968: 4° Lugar - 1969: 7° Lugar - 1971: 7° Lugar - 1973: 7° Lugar - 1976: 4° Lugar - 1977: 8° Lugar - 1979: 6° Lugar - 1981: 6° Lugar - 1983: 7° Lugar - 1985: 6° Lugar - 1987: No calificó - 1989: 6° Lugar - 1991: 7° Lugar - 1993: No calificó - 1995: 5° Lugar - 1997: 7° Lugar - 1999: 5° Lugar - 2001: 5° Lugar - 2003: 6° Lugar - 2004: 6° Lugar - 2006: No calificó - 2008: No calificó - 2010: 5° Lugar - 2012: 5° Lugar - 2014: 5° Lugar - 2016: 6° Lugar |

## Palmarés
- Campeonato Sudamericano de Baloncesto:
  -  Subcampeón (2): 1955, 1960
  -  Tercer lugar (1): 1958

- Juegos Suramericanos:
  -   Campeón (1): 2018
  -  Subcampeón (2): 1982, 2022